# Донья Пас

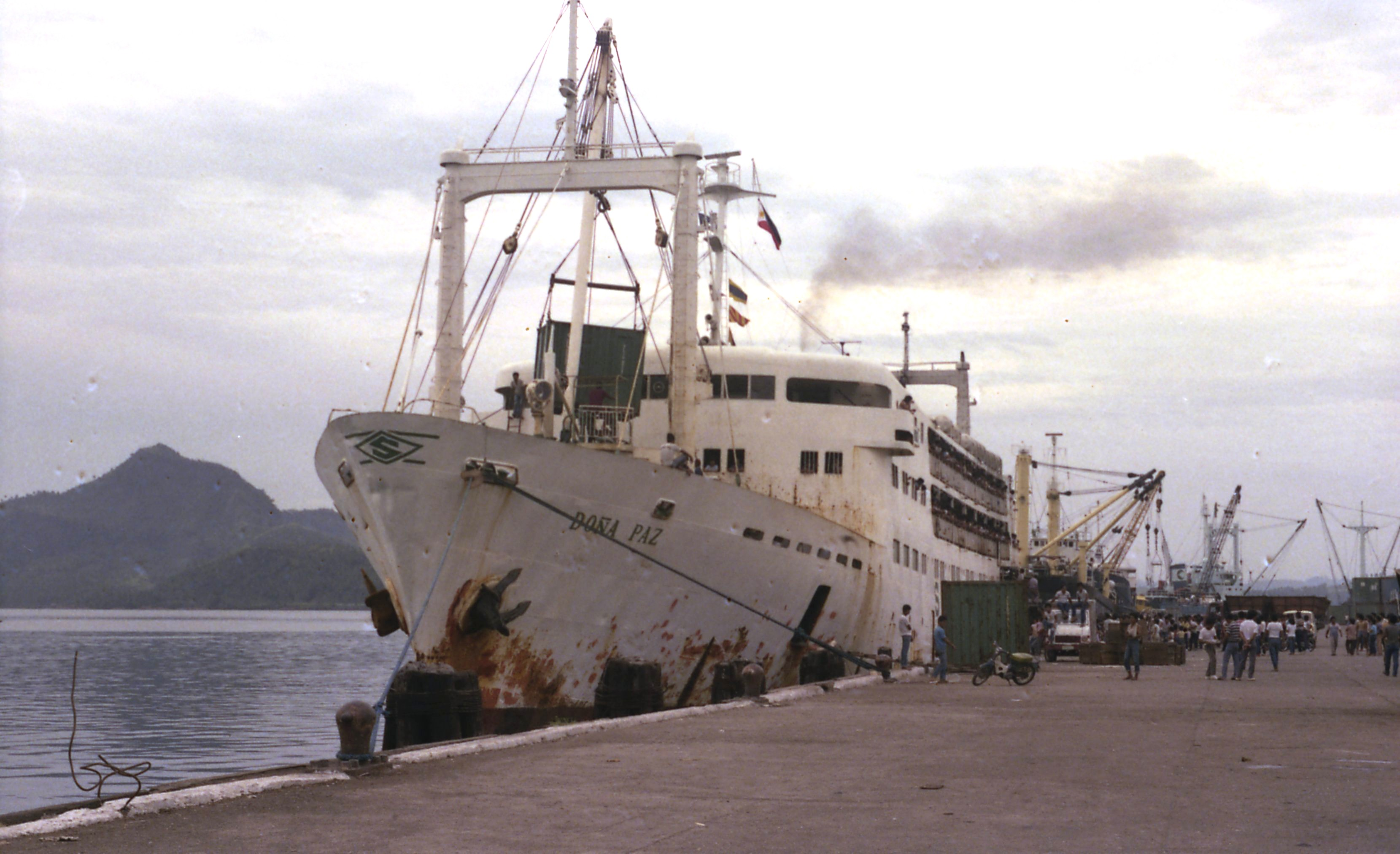
«Донья Пас»

«Донья Пас» (ісп. MV Doña Paz) — філіппінський пасажирський пором, що затонув 20 грудня 1987 року після зіткнення з танкером «Вектор». Внаслідок зіткнення загинули 4 375 осіб, через що ця катастрофа є наймасштабнішою на морі у мирний час.

## Історія порома
Пором був збудований 1963 року в Японії, його оригінальна назва — Хімеурі Мару. Він належав компанії «Рюкю Кауїн Каїса» і перевозив пасажирів японськими морями. У 1975 р. судно продали філіппінській фірмі «Sulpicio Lines» і назвали «Doña Paz».

## Катастрофа
У свій останній рейс пором вирушив 20 грудня 1987 року. Близько 22 години того ж дня біля острова Мариндуке він зіткнувся з танкером «Вектор». Від удару «Донья Пас» розкололася навпіл. Нафта з танкера спалахнула, розпочалася пожежа. Обидва кораблі потонули за кілька хвилин. Більшість їхніх пасажирів та членів екіпажу втонули або згоріли заживо. За матеріалами початкового розслідування, проведеного компанію Philippine Coast Guard, головною причиною трагедії стало недбале ставлення обох команд до своїх службових обов'язків. Ні на «Векторі», ні на «Доньї Пас» ніхто не стежив за курсом, навігаційні прилади були відсутні, а «Вектор» взагалі не мав ліцензії на морські перевезення і фактично плавав нелегально. До того ж він не мав досвідченого стежового. Перед самим зіткненням на капітанському містку порома «Донья Пас» перебувала лише одна людина, інші офіцери були в кубрику, дивилися телевізор і пили пиво. Після зіткнення всіх охопила паніка, команда не зробила нічого, щоб загасити пожежу та врятувати судно й пасажирів. З нез'ясованої причини жоден з кораблів не подав сигналу SOS. Можливо, радіостанції вийшли з ладу від удару й вибуху, або ж вони і раніше не працювали. Відтак, на березі дізналися про те, що трапилося, тільки через вісім годин, і лише тоді почалася рятувальна операція. 